# Kaga no Chiyojo

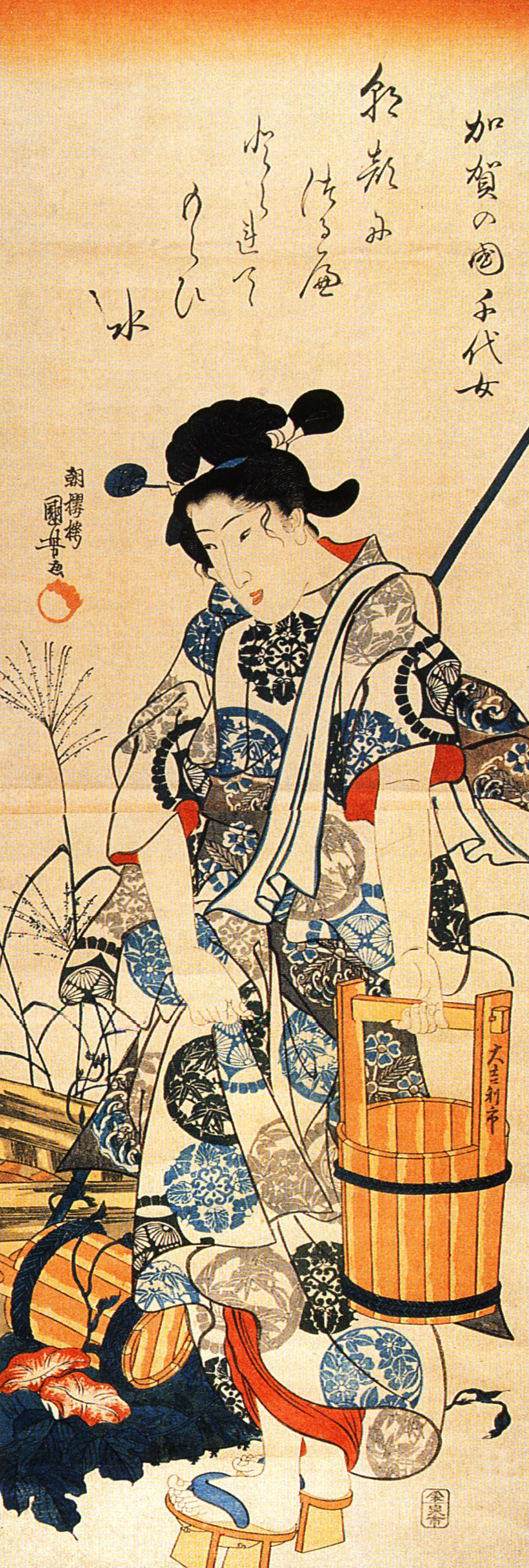
Kaga no Chiyojo

Kaga no Chiyojo (japanisch 加賀 千代女; * 1703 Hakusan, Provinz Kaga (heute: Präfektur Ishikawa); † 2. Oktober 1775, Provinz Kaga) war eine japanische Dichterin.

## Leben
Sie wurde geboren in eine Familie, die ihren Lebensunterhalt mit dem Rahmen von Bildern verdiente. Im Alter von ca. 15 Jahren begann sie Haiku zu schreiben, ohne dass sie darin unterrichtet worden war. Als 1721 die beiden Dichter Kagami Shikō und Rosen unabhängig voneinander durch Kaga reisten, waren sie beide von ihrem Talent außerordentlich beeindruckt. Ihre Gedichte wurden von der Mino-Schule Shikōs beeinflusst.
Durch die Veröffentlichung ihrer Gedichte wurde sie im Laufe der Jahre landesweit so bekannt, dass der Haiku Dichter Uchū sie 1725 in seinem Werk erwähnt, um ihr seine Anerkennung zu zollen. Im Alter von 52 Jahren wurde sie Nonne und nahm den Namen Soen (素園) an.

## Werke (Auswahl)
- 1755 Chiyo-ni kushū (千代尼句集) herausgegeben von Kikaku
- 1771 Matsu no koe (松の声)